# La Vérité sur le cas de M. Valdemar
La Vérité sur le cas de M. Valdemar (The Facts in the Case of M. Valdemar) est une nouvelle fantastique de l'écrivain américain Edgar Allan Poe publiée en 1845.
Charles Baudelaire signe sa traduction en français pour l'inclure dans le recueil des Histoires extraordinaires.

## Résumé
Un savant raconte ce qui s'est passé lors d'une expérience magnétique troublante.
Voulant faire expérimenter le magnétisme sur un humain à l'article de la mort, il contacte un ami qui est en train de mourir d'une phtisie. Les médecins ne lui laissent qu'un jour et demi avant de mourir. Le savant veut commencer l’expérience tout de suite mais plus personne n'est là pour l'assister. Un ancien ami, étudiant en médecine, passe là par hasard et le savant lui demande de l'aide pour noter toutes les réactions du patient (M. Valdemar). Il commence alors les « passes » pour pouvoir l'endormir. Plusieurs réactions suivent et minuit sonne. Les docteurs, une fois de retour, examinent le patient et concluent qu'il est dans un état de magnétisation parfaite. Le professeur pose alors une question « Dormez-vous Monsieur Valdemar ? » au patient. Il repose cette question plusieurs fois et au bout de la troisième ou quatrième fois Valdemar répond « Oui je dors, laissez-moi mourir ». Puis, M. Valdemar dit au savant qu'il est mort.
Le savant laisse alors M. Valdemar dans son état de transe hypnotique pendant sept mois avant de se décider à arrêter l'expérience, vérifiant quotidiennement l'état de Valdemar et convaincu que l'expérience maintient le patient en vie. Le savant fait plusieurs « passes » pour sortir Valdemar de son état et la voix de M. Valdemar s'écrie  « Mort ! Mort ! ». Et c'est alors que le corps de Monsieur Valdemar s'émiette, pourrit et se transforme en une dégoûtante masse quasi-liquide, d'une abominable putréfaction.

## Analyse
Dans La Vérité sur le cas de M. Valdemar, Poe se livre à des descriptions macabres particulièrement détaillées à un niveau assez élevé, en s'inspirant de ses études de textes médicaux. Par exemple, des yeux de Valdemar s'écoulait un : « flux très abondant d’une liqueur jaunâtre ». Son style descriptif est encore plus affirmé dans les dernières lignes du récit : « tout son corps, — d’un seul coup, — dans l’espace d’une minute, et même moins, — se déroba, — s’émietta, — se pourrit absolument sous mes mains. Sur le lit, devant tous les témoins, gisait une masse dégoûtante et quasi liquide, — une abominable putréfaction ». Ces derniers mots évoquent le choc, le dégoût, et le malaise en même temps. La fin peut aussi suggérer que les tentatives d'appropriation du pouvoir sur la mort cause des résultats terribles, et sont voués à l'échec. Le sentiment de répulsion a certainement inspiré la littérature d'horreur moderne, dont celle de H. P. Lovecraft. 
Selon Jeffrey Meyers Valdemar peut être traduit comme une « vallée de la mer », allusion aux deux états solide et liquide du corps de Valdemar qui passe de la rigidité à la forme liquide dans les dernières lignes. Poe utilise aussi l'image des dents pour symboliser la mortalité, comme avec les « sépulcrales et dégoûtantes » dents du cheval dans Metzengerstein, on retrouve cette obsession des dents dans Bérénice, et le bruit de leur grincement dans  Hop-Frog.
La mort de Valdemar de la tuberculose, et les tentatives pour la retarder, peuvent avoir été inspirés par le vécu de Virginie l'épouse de Poe, qui, à l'époque de la publication de l'histoire, fut touchée par cette affection durant quatre années,. Cela peut expliquer chez Poe, ce sens extrême du détail dans La Vérité sur le cas de M. Valdemar. En outre, il peut aussi avoir été inspiré par les conférences sur l'hypnose que donnait Andrew Jackson Davis, auxquelles il a assisté. Cependant, la mort de Valdemar n'est pas représentative de la manière sentimentale, typique chez Poe, du thème de « la mort d'une belle femme » qu'il dépeint dans d'autres œuvres comme Ligeia et Morella, au contraire, la mort de ce personnage masculin est traitée de manière abrupte et spectaculaire.

## Historique de l'édition

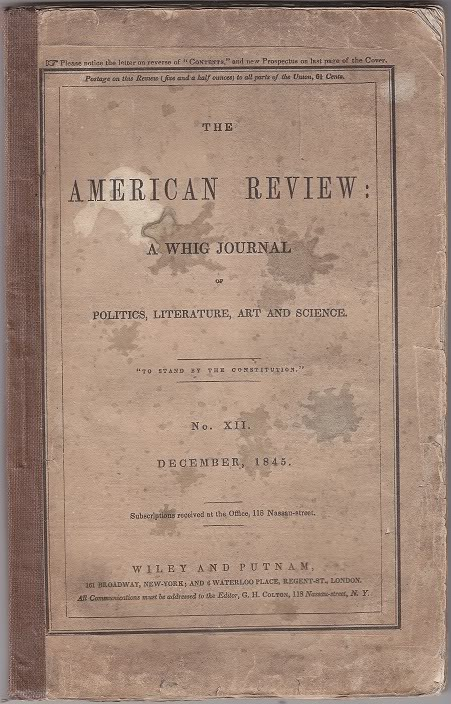
L'histoire est parue sous le titre The Facts of M. Valdemar's Case dans American Review, en décembre 1845, édition Wiley et Putnam, New York.

Alors éditeur du Broadway Journal, Poe imprime une lettre d'un médecin de New York nommé le Dr A. Sidney Doane qui raconte une intervention chirurgicale, tandis qu'un patient était « dans un sommeil magnétique » ; la lettre a servi d'inspiration pour le conte de Poe. La Vérité sur le cas de M. Valdemar a été publié simultanément dans le numéro du 20 décembre 1845, du Broadway Journal et le numéro de décembre 1845 de l'American Review: Un Whig Journal ; ce dernier journal a utilisé comme titre The Facts of M. Valdemar's Case. Il a été aussi réédité en Angleterre, d'abord comme un pamphlet sous le titre Mesmerism in Articulo Mortis et plus tard comme The Last Days of M. Valdemar.

## Réception et accueil critique
Plusieurs lecteurs ont cru que l'histoire était un reportage scientifique. Robert Collyer, un magnétiseur anglais en visite à Boston, écrivit à Poe lui affirmant avoir effectué une même pratique pour faire revivre un homme qui avait été déclaré mort (en fait, l'homme était un marin en état d'ivresse qui avait été dessoûlé par un bain chaud). Collyer rapporte le succès de l'histoire à Boston : « Votre description du cas de M. Valdemar a été universellement copiée dans cette ville, et a suscité une très grande sensation. ». Un autre anglais, Thomas South, utilise l'histoire en tant qu'étude dans son ouvrage Early Magnetism in its Higher Relations to Humanity, publié en 1846. Un étudiant en médecine, George C. Eleveth, écrivit à Poe : « j'ai énergiquement soutenu que c'était réel. Mais je le dis à vous, je soupçonne fortement qu'il s'agisse d'un canular. ». Un lecteur écossais nommé Archibald Ramsay écrivit à Poe  « en tant que croyant dans l'hypnose », craignant d'avoir affaire à un canular concernant l'histoire « qui détaille... des circonstances extraordinaires ».  « Pour l'amour de la...  science et de la vérité », il lui demande une réponse à laquelle Poe réplique que « Canular est précisément le mot qui convient... certaines  personnes croient l'histoire vraie — mais moi non — et vous non plus. ».
Poe a reçu de nombreux courriers similaires, et sa réponse est résumée par une lettre à un ami : « P. S. Le Cas Valdemar est un canular, bien sûr. ». Dans le Daily Tribune, son rédacteur en chef, Horace Greeley, indique que « plusieurs citoyens terre-à-terre » ont été trompés par l'histoire, mais que "celui qui pense à un vrai récit doit être doté d'une énorme, très énorme bosse de la croyance.
Elizabeth Barrett Browning écrit à Poe concernant l'histoire pour le féliciter pour son talent dans la « création d'horribles improbabilités qui semblent proches et familières ». Le poète virginien Philip Pendleton Cooke a également écrit à Poe, appelant l'histoire « le plus odieux, vraisemblable, horrible, faisant hérisser les cheveux, choquant, et ingénieux chapitre de fiction qu'un cerveau humain ait jamais conçu ou tracé à la main. Quel gélatineux, et visqueux son d'une voix humaine ! on n'en avait jamais eu l'idée avant ». George Edward Woodberry écrit que l'histoire, « pour le simple dégoût physique et l'immonde horreur, n'a pas d'équivalent dans la littérature ». James M. Hutchisson considère que c'est « probablement la plus horrifique histoire de Poe ».
Rudyard Kipling, admirateur de Poe, fait référence à La Vérité sur le cas de M. Valdemar dans son histoire Dans la maison de Suddhoo, qui évoque les résultats désastreux de la sorcellerie utilisée par un homme qui essaie de sauver son fils malade. Un sort nécessite la tête d'un bébé mort, qui semble parler. Le narrateur dit, « Lisez la description par Poe de la voix qui vient d'un mourant hypnotisé, et vous vous ferez au moins la moitié de l'idée de l'horreur de cette voix qui vient de cette tête ».

## Adaptations
Le court-métrage Il caso Valdemar a été produit en Italie en 1936 par les réalisateurs Gianni Hoepli et Ubaldo Magnaghi. Le show radiophonique The Weird Circle a diffusé une adaptation de La Vérité sur le cas de M. Valdemar en 1943. Le récit a été adapté en film en Argentine en 1960 comme une séquence de Masterpieces of Horror, présenté pour la première fois aux États-Unis en 1965. c'est aussi la dernière des trois séquences inspirée par Poe en 1962 dans le film de Roger Corman L'Empire de la terreur. Narciso Ibáñez Serrador incorpore une adaptation dans Scary Stories (Contes à ne pas dormir) en 1966, il le refait seize ans plus tard, avec les mêmes acteurs, cette fois en couleur. Le conte a été adapté plus tard par George A. Romero dans les Deux yeux maléfiques (1990). La série dramatique radiophonique  Radio Tales produit une adaptation de l'histoire intitulée Edgar Allan Poe's Valdemar (2000) pour National Public Radio. L'histoire a également été librement adapté dans la comédie noire de The Mesmerist (2002). Dans le docudrama de la BBC Dickens, l'écrivain Charles Dickens rencontre un Poe de fiction lors de sa tournée aux États-Unis. Poe le prend à témoin concernant un homme qui est maintenu en vie par l'hypnotisme et, quand l'homme demande à être libéré de sorte qu'il puisse mourir, il se transforme en un tas d'asticots. L'histoire est également adaptée en dessin animé dans une anthologie des contes de Poe, Extraordinary Tales (Raul Garcia, 2013).